# 阿部氏單孔魨
阿部氏單孔魨又名阿部氏魨，為輻鰭魚綱魨形目四齒魨亞目四齒魨科的其中一種，為熱帶淡水魚，分布於亞洲湄公河及湄南河流域，體長可達10.3公分，棲息在底層水域，生活習性不明。

## 扩展阅读
維基物種上的相關：阿部氏單孔魨